# Eduard Zacharias

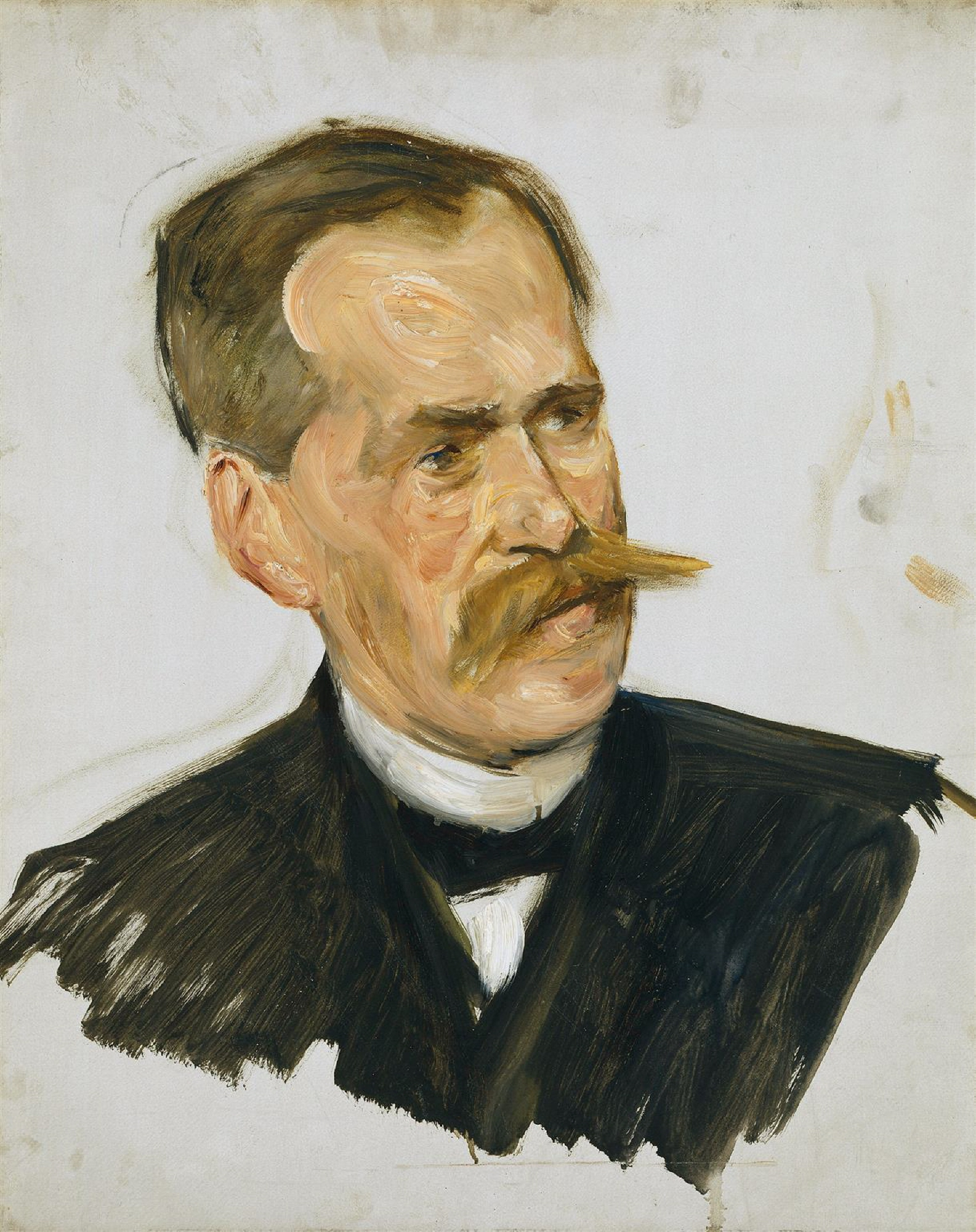
Eduard Zacharias, Porträt von Max Liebermann (1905)

Joseph Eduard Julius Zacharias (* 16. Mai 1852 in Berlin; † 23. März 1911 in Hamburg) war ein deutscher Botaniker. Sein offizielles botanisches Autorenkürzel lautet „E.Zacharias“.

## Leben

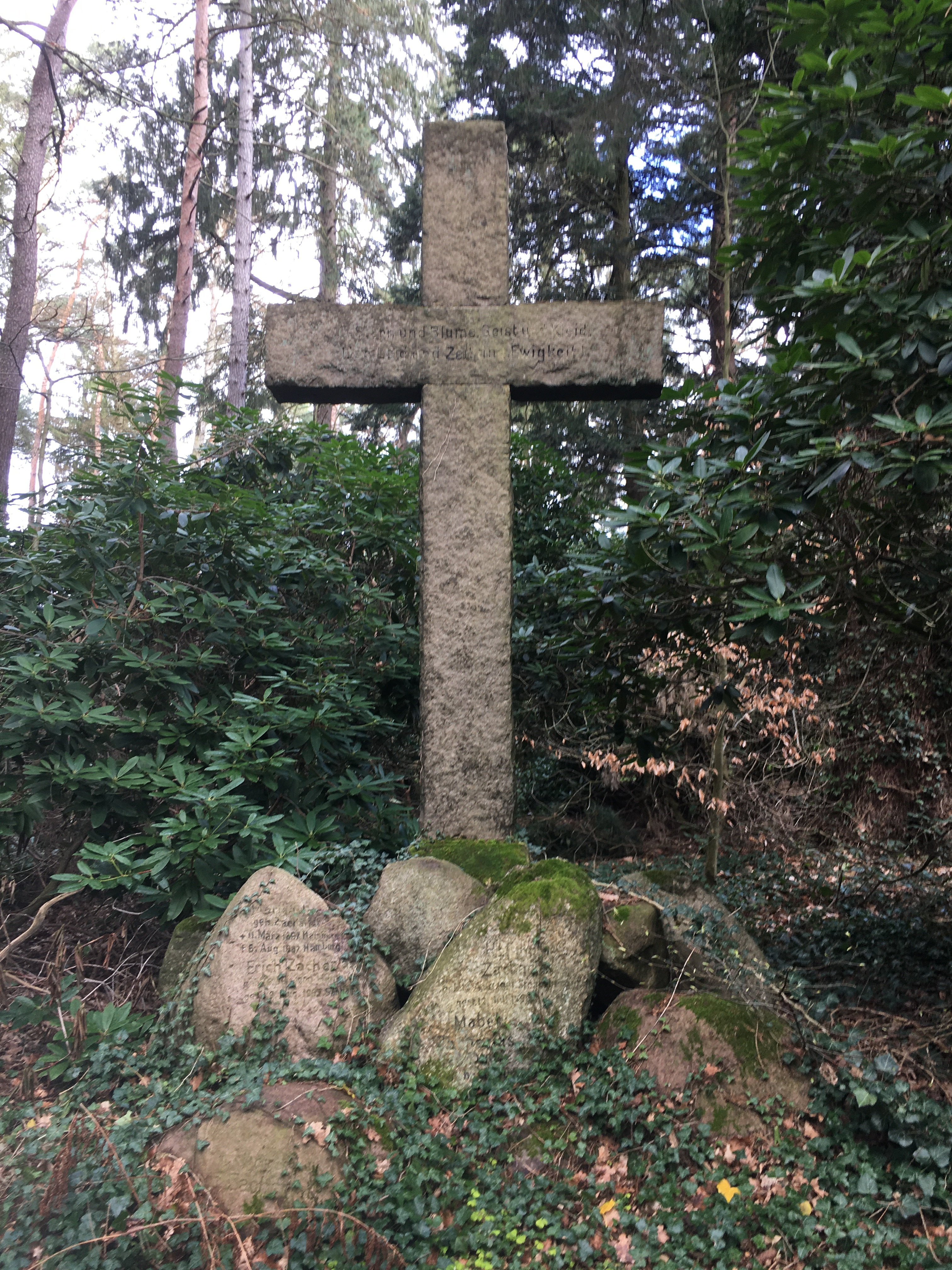
Grabstätte auf dem Friedhof Ohlsdorf

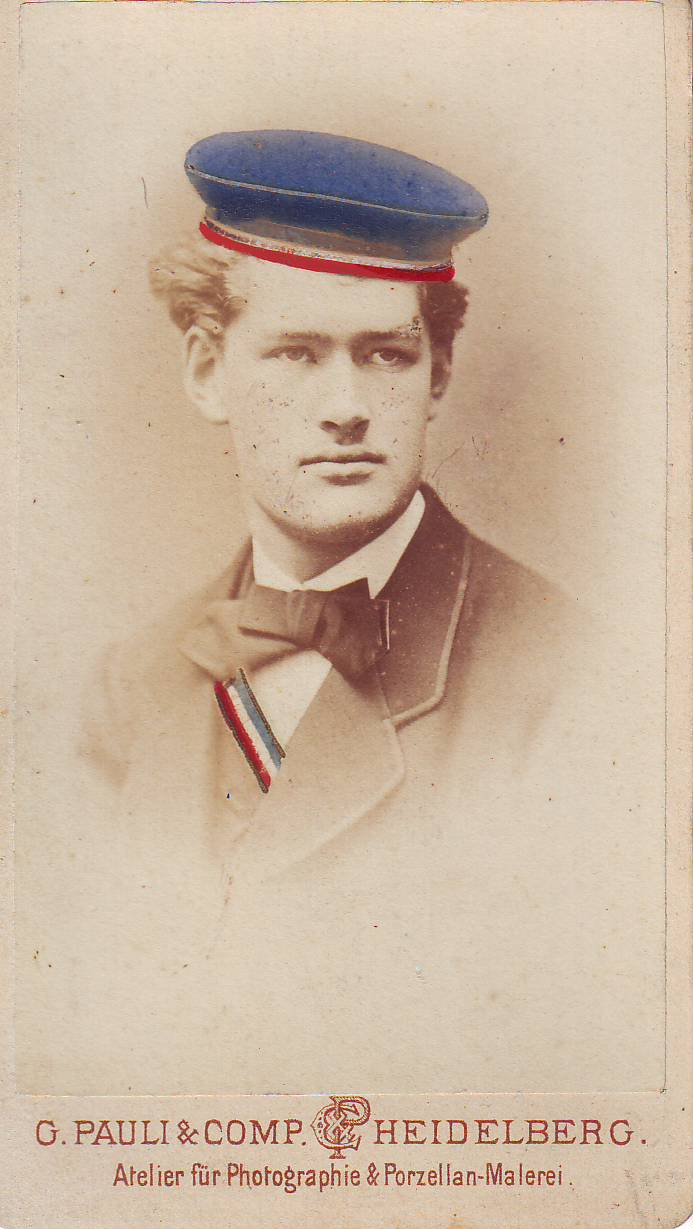
Zacharias als Heidelberger Rhenane (1873)

Eduard Zacharias war ein Sohn des Hamburger Kaufmanns Adolf Nikolaus Zacharias und dessen Ehefrau Marie Anna Zacharias (geborene Langhans). Er hatte eine zwei Jahre jüngere Schwester namens Marie Anne und den sechs Jahre jüngeren Bruder Adolf Nicolaus Zacharias. Er besuchte die Gelehrtenschule des Johanneums und das Akademische Gymnasium in Hamburg. Nach dem Abitur studierte er an der Ruprecht-Karls-Universität Heidelberg und der Eberhard Karls Universität Tübingen. Er wurde im Corps Rhenania Heidelberg (1872) und im Corps Suevia Tübingen (1873) aktiv. Als Inaktiver wechselte er an die Kaiser-Wilhelms-Universität Straßburg, die ihn 1877 zum Dr. phil. promovierte. In Straßburg wurde er a.o. Professor. Die Deutsche Akademie der Naturforscher Leopoldina wählte ihn 1885 zum wissenschaftlichen Mitglied.
Ab 1894 war er Leiter des Botanischen Gartens Hamburg, ab 1897 dessen Direktor und ab 1904 Direktor sämtlicher botanischer Staatsinstitute in Hamburg. 1897 organisierte er die Hamburger Gartenbau-Ausstellung und war maßgeblich am Neubau des neuen Institutsgebäudes beziehungsweise des Botanischen Museums beteiligt.
Wissenschaftlich tätig war Zacharias vor allem auf dem Gebiet der Zellenlehre. Einer der Schwerpunkte seiner Forschung waren die Vorgänge im Zellkern. Er beobachtete zum Beispiel die Kernteilung bei der Gelben Taglilie (Hemerocallis flava oder H. lilioasphodelus): "Beim Uebergang des Kernes aus dem Zustande der Ruhe in denjenigen der Spindel bleibt der Kern als deutlich gegen das umgebende Protoplasma der Zelle abgegrenzter, selbständiger Körper bestehen. Allerdings hat man den Eindruck, als ob im ruhenden Zustande der Kern von einer Membran umgeben sei, welche später beim Uebergange in das Spindelstadium verloren zu gehen scheint." Den Inhalt des Zellkerns nannte er "Nuclein" wie Friedrich Miescher, der dieses Fachwort in Tübingen eingeführt hatte. Heute ist für diesen Begriff das Wort Chromatin gebräuchlich, welches Walther Flemming in Kiel geprägt hatte. Aus dem „Nuclein“ isolierte Richard Altmann in Leipzig als erster neben Proteinen die Nukleinsäure.
Vorlesungen hielt Eduard Zacharias unter anderem über einheimische Pflanzenfamilien, Anatomie der Pflanzen und die Rohstoffe des Pflanzenreiches. Daneben engagierte er sich als Vorsitzender des „Gartenbauvereins für Hamburg, Altona und Umgebung“, war Mitglied im Vorstand des Zentralvereins für Obst- und Gartenbau (der auf seine Initiative hin gegründet wurde), Erster Vorsitzender der Vereinigung für angewandte Botanik, Mitglied des Professorenrates des Kolonialinstituts, Mitglied des Professorenrates der Sektion für die wissenschaftlichen Studien und Mitglied der Beratungsbehörde für das Zollwesen.
Seine letzte Ruhestätte fand Eduard Zacharias auf dem Friedhof Ohlsdorf im Planquadrat R 25.

## Ehrungen
Unvollständige Liste
- Ehrenmitglied des Corps Suevia Tübingen[2]

## Schriften
- Ueber die chemische Beschaffenheit des Zellkerns. In: Botanische Zeitung 39, 1881: 169–176. Digitalisat.
- Ueber die Spermatozoiden. In: Botanische Zeitung. Jg. 39, 1881, ZDB-ID 391484-7, Sp. 827–837, 846–852. Digitalisat.
- Ueber den Zellkern. In: Botanische Zeitung Jg. 40, 1882, Sp. 611–616, 627–649, 651–663. Digitalisat.
- Ueber Kern- und Zellteilung. In: Botanische Zeitung 46, 1888: 33–40, 51–62. Digitalisat.
- Ueber Strasburger’s Schrift "Kern- und Zelltheilung im Pflanzenreiche", Jena 1888. In: Botanische Zeitung 46, 1888: 437–450, 453–460. Digitalisat.
- Über Entstehung und Wachsthum der Zellhaut. In: Jahrbücher für wissenschaftliche Botanik. Bd. 20, Nr. 2, 1889, ISSN 0368-136X, S. 107–132.
- Ueber Beziehungen des Zellenwachsthums zur Beschaffenheit des Zellkerns. In: Ber Dt Bot Ges 12, 1894: 103–108.
- Ueber das Verhalten des Zellkerns in wachsenden Zellen. In: Flora oder allgemeine botanische Zeitung. Bd. 81 = Ergänzungsbd. zum Jg. 1895, 1895, ISSN 0367-1615, S. 217–266, Digitalisat.
- Ueber Nachweis und Vorkommen von Nuclein. In: Ber Dt Bot Ges 16, 1898: 185–198.
- Über Sexualzellen und Befruchtung. In: Verhandlungen des Naturwissenschaftlichen Vereins in Hamburg. Folge 3, Bd. 8, 1900 (1901), ISSN 0173-749X, S. 1–4, Digitalisat.

## Sonstige Quellen
- StA Hamburg ZSA A 776
- StA Hamburg, Hochschulwesen II.504 / Dozenten- und Personalakten Zacharias.
- Carl Brick: Eduard Zacharias (Nachruf mit Bildnis). In: Ber Dt Bot Ges 29, 1911: (26)–(48).